# Maria Elisabeth Aigner
Maria Elisabeth Aigner (* 12. Juli 1967) ist eine österreichische römisch-katholische Theologin, Pastoralpsychologin und Hochschullehrerin.

## Leben
Nach der Matura 1985 mit Auszeichnung am BG und BRG Leoben und dem Abschluss des Studiums 1991 der Anglistik und Amerikanistik war sie von Jänner 1992 bis Jänner 1995 Studienassistentin am Institut für Pastoraltheologie an der Karl-Franzens-Universität Graz. Nach dem Abschluss des Studiums 1994 der Kombinierten Religionspädagogik und des Studiums der Fachtheologie machte sie 1994/95 ein Unterrichtspraktikum am BG und BRG Dreihackengasse Jänner. 1995 war sie Vertragsassistentin am Institut für Pastoraltheologie. Ein Dissertationsstudium im Fach Pastoraltheologie begann sie 1996 an der Katholisch-Theologischen Fakultät der Universität Innsbruck. Von 1996 bis 1999 absolvierte sie einen pastoralpsychologischen Weiterbildungskurs „Beratung und Praxisbegleitung in der Seelsorge“. Von Jänner 1998 bis Jänner 1999 war sie Vertragsassistentin am Institut für Katechetik und Religionspädagogik.
1998–1999 Pastoralpsychologischer Weiterbildungskurs „Bibliodrama“ Sommer. Im Jänner 2002 graduierte sie zur Lebens- und Sozialberaterin, freiberufliche Tätigkeit in Beratung und Supervision, sowie als Bibliodramaleiterin Herbst. 2005 begann sie das Habilitationsprojekt zum Thema: Bibliodrama als exemplarischer Ort geschlechtergerechter Kirchenbildung. 2006 graduierte sie zur Bibliolog-Trainerin im „Europäischen Bibliolog-Netzwerk“. 2011 wurde sie Leiterin der Abteilung für Pastoralpsychologie. Das Doktorat wurde ihr 2000 und 2013 die Habilitation verliehen.

## Schriften (Auswahl)
- Dient Gott der Wissenschaft? Praktisch-theologische Perspektiven zur diakonischen Dimension von Theologie (= Tübinger Perspektiven zur Pastoraltheologie und Religionspädagogik. Band 12). Lit, Münster/Hamburg/London 2002, ISBN 3-8258-5562-7 (zugleich Dissertation, Innsbruck 2000).
- mit Anna Findl-Ludescher und Veronika Prüller-Jagenteufel: Grundbegriffe der Pastoraltheologie. Don Bosco, München 2005, ISBN 3-7698-1509-2.
- als Herausgeberin mit Johann Ignaz Pock: Geschlecht quer gedacht. Widerstandspotenziale und Gestaltungsmöglichkeiten in kirchlicher Praxis (= Werkstatt Theologie. Band 13). Lit-Verlag, Wien/Münster 2009, ISBN 978-3-8258-1654-4.
- mit Uta Pohl-Patalong: Bibliolog. Band 2 Aufbauformen. Kohlhammer, Stuttgart 2009, ISBN 978-3-17-020921-3.
  - mit Uta Pohl-Patalong: Bibliolog. Band 2 Aufbauformen. 2. durchges. Auflage, Kohlhammer, Stuttgart 2013, ISBN 3-17-022666-5.
- als Herausgeberin mit Rainer Bucher, Ingrid Hable und Hans-Walter Ruckenbauer: Räume des Aufatmens. Pastoralpsychologie im Risiko der Anerkennung. Festschrift zu Ehren von Karl Heinz Ladenhauf (= Werkstatt Theologie. Band 17). Lit-Verlag, Wien/Münster 2010, ISBN 978-3-643-50200-1.
- als Herausgeberin mit Ursula Rapp: KlarA. Klar anders! Mentoring für Wissenschafterinnen (= Werkstatt Theologie. Band 19). Lit-Verlag, Wien/Münster 2011, ISBN 978-3-643-50294-0.
- als Herausgeberin mit Johann Pock und Hildegard Wustmans: Wie heute predigen? Einblicke in die Predigtwerkstatt. Echter, Würzburg 2014, ISBN 978-3-429-03711-6.
- Bibliodrama und Bibliolog als pastorale Lernorte (= Praktische Theologie heute. Band 138). Kohlhammer, Stuttgart 2015, ISBN 3-17-025631-9 (zugleich Habilitationsschrift, Graz 2012).
- als Herausgeberin mit Johann Pock und Hildegard Wustmans: Wo heute predigen? Verkündigung an bekannten und ungewöhnlichen Orten. Echter, Würzburg 2018, ISBN 3-429-04362-X.